# Musical.ly
musical.ly (officieel met kleine letter) was een Chinese social media app voor het plaatsen en/of live uitzenden van video's. Het eerste prototype verscheen in april 2014, waarna in augustus van dat jaar de officiële versie werd uitgebracht. Met de app kunnen gebruikers video's tussen de 15 seconden en 1 minuut maken waarin ze playbacken op een door hun gekozen lied. Er zijn verschillende opties met betrekking tot snelheid (time-lapse, langzaam, normaal, snel en episch) en er kan gebruik gemaakt worden van filters. In juli 2016 had musical.ly 90 miljoen geregistreerde gebruikers en werden er gemiddeld 12 miljoen video's per dag geplaatst. Eind mei 2017 steeg het aantal gebruikers tot meer dan 200 miljoen, waarvan 3 miljoen in Nederland en België. musical.ly had haar hoofdkantoor in Shanghai en had daarnaast ook vestigingen in San Francisco.
Het Chinese bedrijf ByteDance kocht musical.ly, Inc op 9 november 2017 en combineerde twee apps, musical.ly en hun eigen app TikTok, in een enkele app die op 2 augustus 2018 onder de naam TikTok werd gelanceerd.

## Geschiedenis
Musical.ly Inc. is opgericht door de twee vrienden Alex Zhu en Luyu Yang. Voordat ze musical.ly uitbrachten, maakten ze samen een app waarin gebruikers over verschillende onderwerpen zowel dingen konden leren als zelf uitleggen, door middel van video's van 3 tot 5 minuten lang. De app was echter minder succesvol dan gehoopt werd. Met het overgebleven investeringsgeld gingen Zhu en Yang op zoek naar nieuwe ideeën. Ze besloten vervolgens hun focus te verleggen naar de entertainmentindustrie met als doelgroep Amerikaanse tieners. Het hoofdidee was het creëren van een platform dat muziek en video's met elkaar verbindt. De eerste versie van musical.ly werd officieel uitgebracht in augustus 2014.
Op 24 juli 2016, tijdens VidCon, lanceerde musical.ly officieel de app live.ly, waarmee het mogelijk werd om je video's live te delen met andere gebruikers die live.ly en musical.ly gebruikten.

## Bekende ex-gebruikers
| - Ariana Grande - Demi Lovato | - Jacob Sartorius - Maddie Ziegler |